# Pierre Assouline

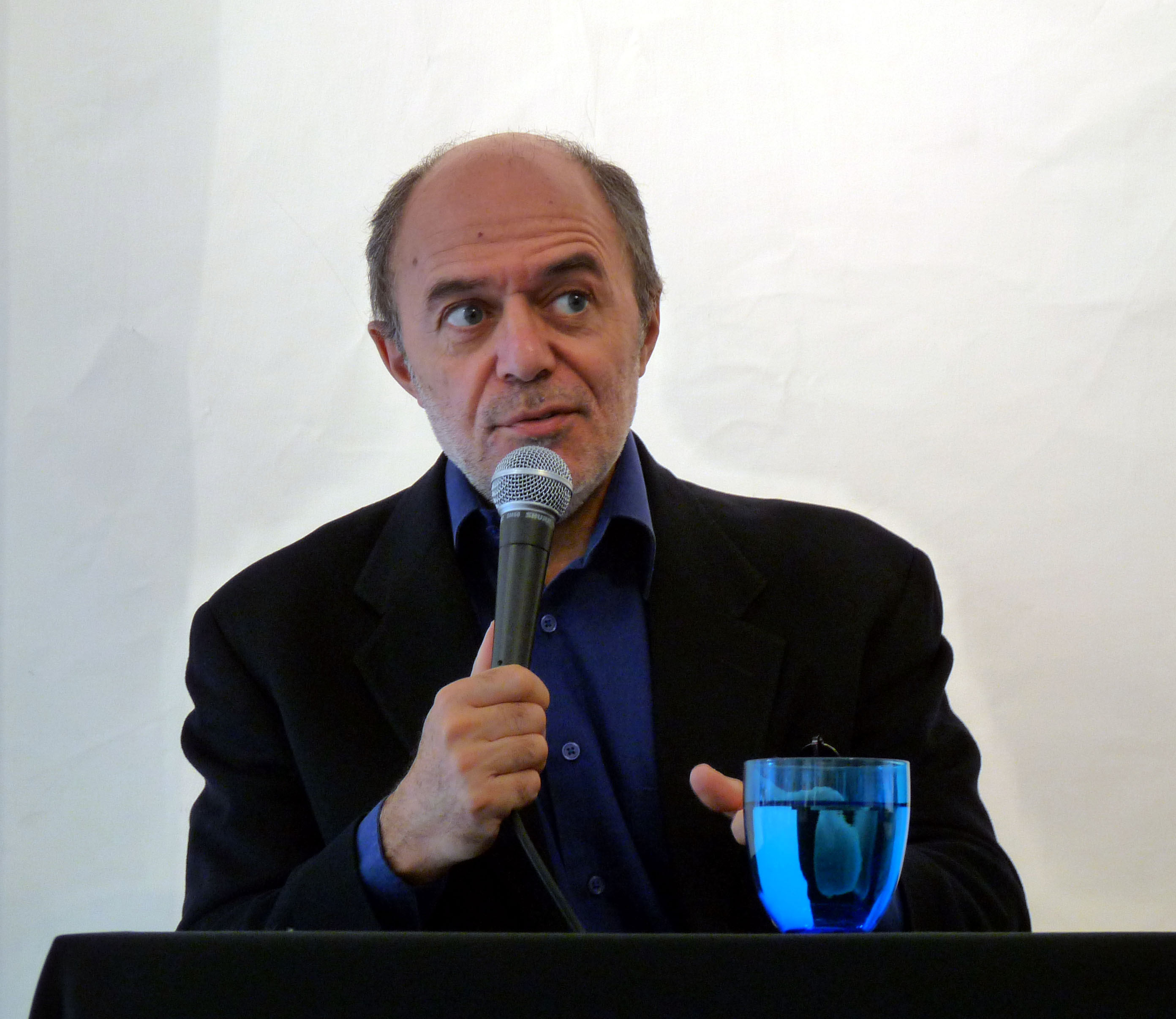
Pierre Assouline (in Straßburg, April 2009)

Pierre Assouline (* 17. April 1953 in Casablanca) ist ein französischer Schriftsteller, Journalist und Literatur-Blogger. Er veröffentlichte mehr als zwanzig Bücher, darunter ein Dutzend Biografien.

## Leben
Pierre Assouline stammt aus einer jüdischen Familie mit französischer Staatsbürgerschaft, die aus Algerien nach Marokko zugezogen war, wo er drei Jahre vor der Unabhängigkeit des Landes geboren wurde. Seine Kindheit verbrachte er in Casablanca, seine letzten Schuljahre aber ab 1964 in Paris, wo er in die 6. Klasse des Lycée Janson de Sailly eintrat. Danach studierte er Geschichte an der Universität Paris-Nanterre und Arabisch an der École des langues orientales. Da seine Vorfahren aufgrund des Alhambra-Ediktes 1492 aus Spanien vertrieben worden waren, erhielt Assouline im Zuge der Wiedergutmachung 2021 die spanische Staatsbürgerschaft.
1976 wurde er Journalist, so schrieb er beispielsweise für den Quotidien de Paris und France-Soir. Zudem veröffentlichte er regelmäßige Beiträge in der Monatszeitschrift L’Histoire. Er wurde Dozent am Centre de formation et de perfectionnement des journalistes (CFPJ). Ab 1980 war er beim Verlag Éditions Balland tätig. 1985 wurde er auch Autor bei der Zeitschrift Lire, deren Redaktionsleitung er 1993 übernahm. Ab 1986 kamen Engagements bei den Radiosendern France Inter, RTL und France Culture hinzu. Seine Kritiken und Beiträge erschienen auch auf Monde 2, im Le Nouvel Obs und Le Monde.
Seit 2002 hat er eine Lehrtätigkeit für literarisches Schreiben an der Hochschule Sciences Po in Paris. Zudem nahm er Einladungen für Vorträge der Société de Lecture de Genève und der ETH Zürich an. Seit 2005 schreibt Assouline den Blog larepubliquedeslivres.com. 2007 veröffentlichte er auf seinem Blog mehrere Wikipedia-kritische Artikel. Er schrieb das Vorwort für das 2007 erschienene Buch über die Funktionsweise und die Bedeutung vor allem der französischsprachigen Wikipedia: La Révolution Wikipédia: Les encyclopédies vont-elles mourir? (dt.: „Die Wikipedia-Revolution: Werden die (gedruckten) Enzyklopädien aussterben?“). Autoren sind die damaligen Journalismusstudenten Pierre Gourdain, Florence O’Kelly, Béatrice Roman-Amat, Delphine Soulas und Tassilo von Droste zu Hülshoff. Sie fügten unter anderem Fehler in Wikipedia-Artikel ein, um zu testen, ob und wie schnell diese korrigiert werden.
Aufmerksamkeit erregten in Frankreich Assoulines Hinweise auf Plagiate in Büchern von Calixthe Beyala. 2012 wurde Assouline als Nachfolger von Françoise Mallet-Joris in die Académie Goncourt gewählt, die als Jury die Preisträger des Prix Goncourt bestimmt.

## Schriften (Auswahl)

### Als Autor
Biographien
- Monsieur Dassault. Balland, Paris 1983, ISBN 2-7158-0406-7.
- Gaston Gallimard. Un demi-siècle d’édition française. Neuaufl. Balland, Paris 2006, ISBN 2-07-033680-8.
- Une Éminence grise. Jean Jardin (1904–1976). Balland, Paris 1986, ISBN 2-7158-0607-8.
- Der Mann, der Picasso verkaufte. Daniel-Henry Kahnweiler und seine Künstler („L’Homme de l’art. D.-H. Kahnweiler, 1884–1979“, 1988). Lübbe Verlag, Bergisch Gladbach 1990, ISBN 3-7857-0579-4.
- Albert Londres. Vie et mort d’un grand reporter (1884–1932). Balland, Paris 1989, ISBN 2-7158-0726-0.
- Simenon. Biographie. Julliard, Paris 2003, ISBN 2-07-038879-4 (Nachdr. d. Ausg. Paris 1992).
- Henri Cartier-Bresson. Das Auge des Jahrhunderts („Cartier-Bresson. L’oeil du siècle“, 1999). Steidl Verlag, Göttingen 2005, ISBN 3-86521-183-6.
- Grâces lui soient rendues. Paul Durand-Ruel, le marchand des impressionnistes. Plon, Paris 2002, ISBN 2-259-19302-1.
- Rosebud. Éclats de biographies. Gallimard, Paris 2006, ISBN 2-07-073230-4.
- Hergé. Biographie. Plon, Paris 1996, ISBN 2-259-18104-X.
- Le Nageur. Biographie d’Alfred Nakache. Gallimard, Paris 2023, ISBN 978-2-07-298539-3.

Gespräche
- Le Flâneur de la rive gauche. Entretiens. F. Bourin, Paris 1988, ISBN 2-87686-022-8 (zusammen mit Antoine Blondin).
- Singulièrement libre. Entretiens. Perrin, Paris 1990, ISBN 2-262-00717-9 (zusammen mit Raoul Girardet).
- Le dernier des Camondo. Gallimard, Paris 1997, ISBN 2-07-074554-6.

Prosa
- Le fleuve Combelle. Calmann-Lévy, Paris 1997, ISBN 2-7021-2696-0.
- Die Kundin. Roman („La cliente“, 1998). Persona Verlag, Mannheim 1999, ISBN 3-924652-28-7.
- Dessous. Roman („Double vie“, 2000). Lübbe, Bergisch Gladbach 2004, ISBN 3-7857-1553-6.
- État limite. Roman. Gallimard, Paris 2005, ISBN 2-07-030525-2 (Collection folio; 4129).
- Lutetias Geheimnisse („Lutetia“, 2005). Heyne Verlag, München 2008, ISBN 978-3-453-40532-5.
- Zu Gast, in Blau, weiß, rot. Frankreich erzählt. Anthologie. Hg. Olga Mannheimer. dtv, München 2017, ISBN 978-3-423-26152-4, S. 243–250 (aus Les invités. 2009. Dt. Erstübersetzung)
- Das Bildnis der Baronin („Le portrait“). Heyne, München 2011, ISBN 978-3-453-40903-3 (Übers. Maja Ueberle-Pfaff).[6]
- Sigmaringen – Roman. Gallimard. Paris 2015, ISBN 978-2-7046-5989-0.

Sachbücher
- De nos envoyés spéciaux. Les coulisses du reportage. J.-C. Simoën, Paris 1977 (zusammen mit Philippe Dampenon).
- Lourdes. Histoires d'eau. A. Moreau, Paris 1980.
- Les Nouveaux convertis. Enquête sur des chrétiens, des juifs et des musulmans pas comme les autres (Folio actuel; Bd. 30). A. Michel, Paris 1981, ISBN 2-07-032616-0.
- L’Épuration des intellectuels (1944–1945). Complexe, Brüssel 1990, ISBN 2-87027-353-3.
- Germinal. l’aventure d’un film. Fayard, Paris 1993, ISBN 2-213-03152-5.

### Als Herausgeber
- Desiree Dolron. Exaltation, gaze, xteriors. X. Barral, Institut néerlandais, Paris 2006, ISBN 2-915173-15-X (zusammen mit Mark Haworth-Booth).[7]
- Gaston Leroux. De Rouletabille è Chéri-Bibi. BNF, Paris 2008, ISBN 978-2-7177-2421-9.[8]